# Valeriana lapathifolia
Valeriana lapathifolia là một loài thực vật có hoa trong họ Kim ngân. Loài này được Vahl miêu tả khoa học đầu tiên..